# Campionato mineiro
Il campionato mineiro è il campionato di calcio dello stato di Minas Gerais, in Brasile. È organizzato dal 1915 dalla Federação Mineira de Futebol (FMF).

## Storia

### Era amatoriale
Nel 1914 fu istituita la Taça Bueno Brandão, competizione considerata il precursore del futuro campionato statale, nonché prima competizione dello stato di Minas Gerais. Il torneo venne vinto dell'Atlético Mineiro, che sconfisse lo Yale, l'América-MG ed una combinazione di queste due formazioni.
Il 28 gennaio 1915 venne fondata la Liga Mineira de Sports Athleticos (LMSA) che più tardi nello stesso anno istituì la prima edizione ufficiale del moderno campionato mineiro, denominata Campeonato Cidade de Belo Horizonte in quanto aperto alle sole squadre della capitale ed a quelle situate in prossimità della sua Regione Metropolitana. A contendersi il titolo furono Atlético, América, Yale, Christovam Colombo e Hygienicos in un torneo organizzato in un girone all'italiana. Al termine di una competizione particolarmente travagliata iniziata il 4 luglio e terminata il 24 ottobre, fu l'Atlético a trionfare cono score di sei vittorie, un pareggio ed una sconfitta.
Gli anni successivi furono caratterizzati da una forte egemonia dell'América che conquistò il titolo per dieci edizioni consecutive. L'ultimo titolo di questa serie fu oggetto di controversie perché secondo un documento risalente al 1931 il campionato del 1925 sarebbe stato annullato dopo una riunione congiunta fra il consiglio della Lega ed i presidenti delle società a causa delle poche partite disputate. Nel 2012 tuttavia la FMF omologò il successo del club biancoverde.
Nel 1926 la Palestra Itália venne punita con sei mesi di esclusione per aver partecipato ad alcune amichevoli non autorizzate a San Paolo. Di contro il club si disaffiliò dalla federazione (che nel 2018 aveva mutato nome in Liga Mineira de Desportos Terrestres (LMDT)), fondò l'Associação Mineira de Esportes Terrestres (AMET) ed istituì un campionato separato. Al termine della stagione si ebbero quindi due vincitori ma solamente l'Atlético, campione della LMDT, venne riconosciuto come tale. Il 9 maggio 1927 il presidente della LMDT convocò una riunione straordinaria in cui annunciò l'estinzione dell'AMET e concesse ai club che ne facevano parte la possibilità di affiliarsi all'unico ente calcistico di Minas Gerais. La LMDT tornò quindi ad essere composta da due divisioni e la Palestra Itália tornò a competere per la divisione principale che conquistò per la prima volta proprio quell'anno.
Nel 1931 la federazione fu abbandonata a una giornata dal termine da América, Villa Nova e VII de Setembro portando all'annullamento dell'intera giornata e ad una situazione di parità fra Atlético e Palestra Itália. Nella sfida di ritorno il club bianconero anziché ingaggiare un arbitro di Rio de Janeiro, presentò una lista di tre nomi provenienti da Minas Gerais causando le proteste del rivali che si rifiutarono di giocare (perdendo quindi il titolo a tavolino) ed abbandonarono la lega unendosi agli altri club dissidenti.
Nel 1932 si ebbero nuovamente due tornei paralleli, ma a differenza di quanto avvenne sei anni prima questa volta la maggior parte dei club tradizionali si trasferì nella nuova lega dissidente denominata Associação Mineira de Esportes Geraes (AMEG). I due campionati si giocarono in parallelo fra marzo e novembre con la stampa che diede maggior risalto al torneo AMEG vista la maggior competitività e la presenza di clásicos.
Il 6 novembre dello stesso anno tramite un'assemblea le due federazioni vennero fuse ed entrambi i campioni dei due tornei appena conclusi vennero riconosciuti come tali. Il Villa Nova divenne così il primo club non della capitale a potersi fregiare di un titolo ufficiale.

### Era professionale
Nel 1933 venne ufficializzata la professionalizzazione del campionato, che fino ad allora aveva carattere amatoriale. Al primo tentativo di istituire un campionato con squadre provenienti da tutto lo stato, vennero incluse tre squadre di Juiz de Fora (Tupi, Tupynambás e Sport) creando quella che viene considerata la prima edizione del campionato mineiro unificato.
Nel 1934 vennero organizzati due campionati separati fra club dell'area di Belo Horizonte e di Juiz de Fora, con il titolo assegnato al termine di una tripla finale fra i due vincitori che ha visto trionfare il Villa Nova sul Tupynambás. Tuttavia i club di Juiz de Fora abbandonarono la divisione al termine della stagione, creando una nuova scissione.
Nel 1937, un altro club al di fuori di Belo Horizonte ottenne il titolo: il Siderúrgica, proveniente dalla città di Sabará. e nel 1939 la federazione cambiò nome nell'attuale Federaçao Mineira de Futebol.
Nel 1942 la Palestra Itália fu costretta a cambiare nome per via dell'ingresso del Brasile a fianco degli alleati e della successiva richiesta del presidente Getúlio Vargas di rimuovere tutti i nomi germanofili o di origine italiana. Inizialmente il nome venne modificato in Palestra Mineiro ma in seguito ad ulteriori pressioni per un cambiamento totale dal nome venne modificato in Ypiranga ed in seguito nel definitivo Cruzeiro Esporte Clube.
Nel 1956 la disputa per il torneo finì in tribunale Con il Cruzeiro che accusò l'América di aver schierato un giocatore irregolare nel secondo dei tre incontri validi per la finale. La federazione decise di risolvere la contesa proclamando campioni entrambi i club.

#### Campionato mineiro
Nel 1958 si rese necessaria l'istituzione di un campionato unico in tutto lo Stato per permettere al club vincitore di partecipare alla neonata Taça Brasil che sarebbe iniziata l'anno successivo. La Federazione ha istituito un torneo preliminare aperto a sedici squadre per selezionare le 8 squadre che avrebbero partecipato al campionato statale, denominato per la prima volta Campeonato Mineiro. Al termine della seconda fase trionfò l'Atlético che fu quindi ammesso alla Taça Brasil 1959.
Nel 1965 fu inaugurato lo Stadio Mineirão, evento considerato spartiacque nella storia calcistica dello stato di Minas Gerais. Nella cosiddetta Era Mineirão il campionato vide l'egemonia di Atlético e Cruzeiro che si spartirono la quasi totalità dei titoli nei decenni a venire. Sempre nello stesso anno venne istituito il Troféu do Interior, assegnato al club con il miglior piazzamento nel corso della stagione ad esclusione dei tre grandi club della capitale. La prima edizione fu vinta dal Siderúrgica, giunto terzo in classifica dietro a Cruzeiro ed América
Nel 1993, con l'obiettivo di ridurre le squadre presenti nella prima divisione, venne utilizzata la Supercopa Minas Gerais (un torneo già esistente come competizione a sé stante nel 1991 e nel 1992) per suddividere i club fra primo e secondo livello, denominati a partire dal 1994 Módulo I e Módulo II. Vi parteciparono 13 club fra quelli partecipanti alla stagione appena conclusa ad eccezione di quelli già ammessi alla stagione successiva (Atlético, América, Cruzeiro e Democrata-GV) e dei club retrocessi o che scelsero di non partecipare alla competizione. Il torneo consistette in un girone all'italiana di andata e ritorno, al termine del quale i primi 8 classificati furono ammessi al Módulo I e gli ultimi 5 furono retrocessi nel Módulo II.
Nel 2002 il campionato vide l'assenza dei 3 grandi club di Belo Horizonte e del Mamoré, impegnati nella Copa Sul-Minas. La competizione fu vinta dal Caldense, al primo successo nella sua storia. Successivamente venne disputato fra i quattro club assenti più il Caldense un torneo denominato Supercampeonato Mineiro, costituito in un girone di sola andata e vinto dal Cruzeiro ma non riconosciuto dalla FMF come titolo di campione statale.
Nel 2005 trionfò contro ogni pronostico l'Ipatinga, con una squadra composta perlopiù da giocatori presi in prestito da altri club, principalmente dal Cruzeiro, che sconfissero in finale.
Il 2007 vide la prima storica retrocessione di uno dei tre grandi club di Belo Horizonte, l'América-MG, terminata ultima in classifica.
Nel 2014 si festeggiò la centesima edizione del torneo, che fu vinta dal Cruzeiro.
Nel 2020 vennero create due nuove competizioni a completamento del campionato, il Troféu Inconfidência, disputato della squadre classificatesi fra il quinto e l'ottavo posto, e la Recopa Mineira contesa fra il vincitore del Troféu Inconfidência ed il vincitore del Troféu do Interior.

## Squadre 2023
- América-MG (Belo Horizonte)
- Athletic (São João del-Rei)
- Atlético Mineiro (Belo Horizonte)
- Caldense (Poços de Caldas)
- Cruzeiro (Belo Horizonte)
- Democrata-GV (Governador Valadares)
- Democrata-SL (Sete Lagoas)
- Ipatinga (Ipatinga)
- Patrocinense (Patrocínio)
- Pouso Alegre (Pouso Alegre)
- Tombense (Tombos)
- Villa Nova (Nova Lima)

## Albo d'oro

### Campeonato da Cidade de Belo Horizonte
| Stagione | Vincitore                                         | Secondo posto                                               | Terzo posto                                   |
| -------- | ------------------------------------------------- | ----------------------------------------------------------- | --------------------------------------------- |
| 1915     | Atlético Mineiro (1)                              | Yale                                                        | América-MG                                    |
| 1916     | América-MG (1)                                    | Atlético Mineiro                                            | Mamoré                                        |
| 1917     | América-MG (2)                                    | Atlético Mineiro                                            | Yale                                          |
| 1918     | América-MG (3)                                    | Atlético Mineiro                                            | Yale                                          |
| 1919     | América-MG (4)                                    | Sete de Setembro                                            | Atlético Mineiro                              |
| 1920     | América-MG (5)                                    | Sete de Setembro                                            | Yale                                          |
| 1921     | América-MG (6)                                    | Atlético Mineiro                                            | Luzitano-MG                                   |
| 1922     | América-MG (7)                                    | Palestra Itália                                             | Yale                                          |
| 1923     | América-MG (8)                                    | América-MG                                                  | Palestra Itália                               |
| 1924     | América-MG (9)                                    | Palestra Itália                                             | Sete de Setembro                              |
| 1925     | América-MG (10)                                   | —                                                           | —                                             |
| 1926     | Atlético Mineiro (2)                              | Palmeiras-MG                                                | América-MG                                    |
| 1927     | Atlético Mineiro (3)                              | América-MG                                                  | Villa Nova                                    |
| 1928     | Palestra Itália (1)                               | Atlético Mineiro                                            | América-MG                                    |
| 1929     | Palestra Itália (2)                               | Atlético Mineiro                                            | América-MG                                    |
| 1930     | Palestra Itália (3)                               | América-MG                                                  | Villa Nova                                    |
| 1931     | Atlético Mineiro (4)                              | Palestra Itália                                             | Fluminense-BH                                 |
| 1932     | Atlético Mineiro (5) - LMDT Villa Nova (1) - AMEG | Retiro - LMDT Palestra Itália - AMEG                        | Alves Nogueira - LMDT Sete de Setembro - AMEG |
| 1933     | Villa Nova (2)                                    | Tupi - Juiz de Fora Palestra Itália - Belo Horizonte        | Siderúrgica                                   |
| 1934     | Villa Nova (3)                                    | Tupynambás - Juiz de Fora Atlético Mineiro - Belo Horizonte | Siderúrgica                                   |
| 1935     | Villa Nova (4)                                    | Atlético Mineiro                                            | Siderúrgica                                   |
| 1936     | Atlético Mineiro (6)                              | Siderúrgica                                                 | Retiro                                        |
| 1937     | Siderúrgica (1)                                   | Villa Nova                                                  | Palestra Itália                               |
| 1938     | Atlético Mineiro (7)                              | Siderúrgica                                                 | Villa Nova                                    |
| 1939     | Atlético Mineiro (8)                              | América-MG                                                  | Siderúrgica                                   |
| 1940     | Palestra Itália (4)                               | Atlético Mineiro                                            | Siderúrgica                                   |
| 1941     | Atlético Mineiro (9)                              | Siderúrgica                                                 | Palestra Itália                               |
| 1942     | Atlético Mineiro (10)                             | América-MG                                                  | Siderúrgica                                   |
| 1943     | Cruzeiro (5)                                      | Atlético Mineiro                                            | América-MG                                    |
| 1944     | Cruzeiro (6)                                      | Atlético Mineiro                                            | América-MG                                    |
| 1945     | Cruzeiro (7)                                      | Villa Nova                                                  | América-MG                                    |
| 1946     | Atlético Mineiro (11)                             | Villa Nova                                                  | Cruzeiro                                      |
| 1947     | Atlético Mineiro (12)                             | Villa Nova                                                  | América-MG                                    |
| 1948     | América-MG (11)                                   | Atlético Mineiro                                            | Cruzeiro                                      |
| 1949     | Atlético Mineiro (13)                             | América-MG                                                  | Cruzeiro                                      |
| 1950     | Atlético Mineiro (14)                             | Siderúrgica                                                 | Cruzeiro                                      |
| 1951     | Villa Nova (5)                                    | Atlético Mineiro                                            | Cruzeiro                                      |
| 1952     | Atlético Mineiro (15)                             | Siderúrgica                                                 | América-MG                                    |
| 1953     | Atlético Mineiro (16)                             | Villa Nova                                                  | Siderúrgica                                   |
| 1954     | Atlético Mineiro (17)                             | Cruzeiro                                                    | América-MG                                    |
| 1955     | Atlético Mineiro (18)                             | Democrata-SL                                                | América-MG                                    |
| 1956     | Atlético Mineiro (19) Cruzeiro (8)                | —                                                           | Siderúrgica                                   |
| 1957     | América-MG (12)                                   | Democrata-SL                                                | Atlético Mineiro                              |

### Campionato mineiro
| Stagione | Vincitore             | Secondo posto    | Terzo posto      |
| -------- | --------------------- | ---------------- | ---------------- |
| 1958     | Atlético Mineiro (20) | América-MG       | Cruzeiro         |
| 1959     | Cruzeiro (9)          | América-MG       | Villa Nova       |
| 1960     | Cruzeiro (10)         | Siderúrgica      | América-MG       |
| 1961     | Cruzeiro (11)         | América-MG       | Atlético Mineiro |
| 1962     | Atlético Mineiro (21) | Cruzeiro         | América-MG       |
| 1963     | Atlético Mineiro (22) | Democrata-SL     | Cruzeiro         |
| 1964     | Siderúrgica (2)       | América-MG       | Cruzeiro         |
| 1965     | Cruzeiro (12)         | América-MG       | Siderúrgica      |
| 1966     | Cruzeiro (13)         | Atlético Mineiro | Uberaba          |
| 1967     | Cruzeiro (14)         | Atlético Mineiro | América-MG       |
| 1968     | Cruzeiro (15)         | Atlético Mineiro | Uberlândia       |
| 1969     | Cruzeiro (16)         | Atlético Mineiro | América-MG       |
| 1970     | Atlético Mineiro (23) | Cruzeiro         | América-MG       |
| 1971     | América-MG (13)       | Cruzeiro         | Atlético Mineiro |
| 1972     | Cruzeiro (17)         | Atlético Mineiro | América-MG       |
| 1973     | Cruzeiro (18)         | América-MG       | Uberaba          |
| 1974     | Cruzeiro (19)         | Atlético Mineiro | Caldense         |
| 1975     | Cruzeiro (20)         | Atlético Mineiro | Caldense         |
| 1976     | Atlético Mineiro (24) | Cruzeiro         | América-MG       |
| 1977     | Cruzeiro (21)         | Atlético Mineiro | América-MG       |
| 1978     | Atlético Mineiro (25) | Cruzeiro         | América-MG       |
| 1979     | Atlético Mineiro (26) | Cruzeiro         | América-MG       |
| 1980     | Atlético Mineiro (27) | Cruzeiro         | América-MG       |
| 1981     | Atlético Mineiro (28) | Cruzeiro         | América-MG       |
| 1982     | Atlético Mineiro (29) | Cruzeiro         | Uberaba          |
| 1983     | Atlético Mineiro (30) | Cruzeiro         | América-MG       |
| 1984     | Cruzeiro (22)         | Atlético Mineiro | América-MG       |
| 1985     | Atlético Mineiro (31) | Cruzeiro         | América-MG       |
| 1986     | Atlético Mineiro (32) | Cruzeiro         | Uberlândia       |
| 1987     | Cruzeiro (23)         | Atlético Mineiro | Tupi             |
| 1988     | Atlético Mineiro (33) | Cruzeiro         | Fabril           |
| 1989     | Atlético Mineiro (34) | Cruzeiro         | América-MG       |
| 1990     | Cruzeiro (24)         | Atlético Mineiro | América-MG       |
| 1991     | Atlético Mineiro (35) | Democrata-GV     | Cruzeiro         |
| 1992     | Cruzeiro (25)         | América-MG       | Atlético Mineiro |
| 1993     | América-MG (14)       | Atlético Mineiro | Cruzeiro         |
| 1994     | Cruzeiro (26)         | Atlético Mineiro | América-MG       |
| 1995     | Atlético Mineiro (36) | América-MG       | Cruzeiro         |
| 1996     | Cruzeiro (27)         | Atlético Mineiro | Caldense         |
| 1997     | Cruzeiro (28)         | Villa Nova       | América-MG       |
| 1998     | Cruzeiro (29)         | Atlético Mineiro | Villa Nova       |
| 1999     | Atlético Mineiro (37) | América-MG       | Cruzeiro         |
| 2000     | Atlético Mineiro (38) | Cruzeiro         | América-MG       |
| 2001     | América-MG (15)       | Atlético Mineiro | Cruzeiro         |
| 2002     | Caldense (1)          | Ipatinga         | Villa Nova       |
| 2003     | Cruzeiro (30)         | Atlético Mineiro | América-MG       |
| 2004     | Cruzeiro (31)         | Atlético Mineiro | América-MG       |
| 2005     | Ipatinga (1)          | Cruzeiro         | URT              |
| 2006     | Cruzeiro (32)         | Ipatinga         | Atlético Mineiro |
| 2007     | Atlético Mineiro (39) | Cruzeiro         | Democrata-GV     |
| 2008     | Cruzeiro (33)         | Atlético Mineiro | Tupi             |
| 2009     | Cruzeiro (34)         | Atlético Mineiro | Ituiutaba        |
| 2010     | Atlético Mineiro (40) | Ipatinga         | Cruzeiro         |
| 2011     | Cruzeiro (35)         | Atlético Mineiro | América-MG       |
| 2012     | Atlético Mineiro (41) | América-MG       | Cruzeiro         |
| 2013     | Atlético Mineiro (42) | Cruzeiro         | Tombense         |
| 2014     | Cruzeiro (36)         | Atlético Mineiro | América-MG       |
| 2015     | Atlético Mineiro (43) | Caldense         | Cruzeiro         |
| 2016     | América-MG (16)       | Atlético Mineiro | Cruzeiro         |
| 2017     | Atlético Mineiro (44) | Cruzeiro         | América-MG       |
| 2018     | Cruzeiro (37)         | Atlético Mineiro | América-MG       |
| 2019     | Cruzeiro (38)         | Atlético Mineiro | América-MG       |
| 2020     | Atlético Mineiro (45) | Tombense         | América-MG       |
| 2021     | Atlético Mineiro (46) | América-MG       | Tombense         |
| 2022     | Atlético Mineiro (47) | Cruzeiro         | Athletic         |
| 2023     | Atlético Mineiro (48) | América-MG       | Athletic         |
| 2024     | Atlético Mineiro (49) | Cruzeiro         | América-MG       |
| 2025     | Atlético Mineiro (50) | América-MG       | Cruzeiro         |

## Statistiche

### Titoli e piazzamenti per squadra
| Squadra          | Vittorie | Secondi posti | Anni vittorie | Anni secondi posti |
| ---------------- | -------- | ------------- | --- | --- |
| Atlético Mineiro | 50       | 39            | 1915, 1926, 1927, 1931, 1932, 1936, 1938, 1939, 1941, 1942, 1946, 1947, 1949, 1950, 1952, 1953, 1954, 1955, 1956, 1958, 1962, 1963, 1970, 1976, 1978, 1979, 1980, 1981, 1982, 1983, 1985, 1986, 1988, 1989, 1991, 1995, 1999, 2000, 2007, 2010, 2012, 2013, 2015, 2017, 2020, 2021, 2022, 2023, 2024, 2025 | 1916, 1917, 1918, 1921, 1923, 1928, 1929, 1934, 1935, 1940, 1943, 1944, 1948, 1951, 1966, 1967, 1968, 1969, 1972, 1974, 1975, 1977, 1984, 1987, 1990, 1993, 1994, 1996, 1998, 2001, 2003, 2004, 2008, 2009, 2011, 2014, 2016, 2018, 2019 |
| Cruzeiro         | 38       | 27            | 1928, 1929, 1930, 1940, 1943, 1944, 1945, 1956, 1959, 1960, 1961, 1965, 1966, 1967, 1968, 1969, 1972, 1973, 1974, 1975, 1977, 1984, 1987, 1990, 1992, 1994, 1996, 1997, 1998, 2003, 2004, 2006, 2008, 2009, 2011, 2014, 2018, 2019                                                                         | 1922, 1924, 1931, 1932, 1933, 1954, 1962, 1970, 1971, 1976, 1978, 1979, 1980, 1981, 1982, 1983, 1985, 1986, 1988, 1989, 2000, 2005, 2007, 2013, 2017, 2022, 2024                                                                         |
| América-MG       | 16       | 17            | 1916, 1917, 1918, 1919, 1920, 1921, 1922, 1923, 1924, 1925, 1948, 1957, 1971, 1993, 2001, 2016 | 1927, 1930, 1939, 1942, 1949, 1958, 1959, 1961, 1964, 1965, 1973, 1992, 1995, 1999, 2012, 2021, 2023, 2025 |
| Villa Nova       | 5        | 6             | 1932, 1933, 1934, 1935, 1951 | 1937, 1945, 1946, 1947, 1953, 1997 |
| Siderúrgica      | 2        | 6             | 1937, 1964 | 1936, 1938, 1941, 1950, 1952, 1960 |
| Ipatinga         | 1        | 3             | 2005 | 2002, 2006, 2010 |
| Caldense         | 1        | 1             | 2002 | 2015 |
| Democrata-SL     | 0        | 3             | — | 1955, 1957, 1963 |
| Sete de Setembro | 0        | 2             | — | 1919, 1920 |
| Yale             | 0        | 1             | — | 1915 |
| Palmeiras-MG     | 0        | 1             | — | 1926 |
| Retiro           | 0        | 1             | — | 1932 |
| Tupi             | 0        | 1             | — | 1933 |
| Tupynambás       | 0        | 1             | — | 1934 |
| Democrata-GV     | 0        | 1             | — | 1991 |
| Tombense         | 0        | 1             | — | 2020 |

### Titoli per città
| Città           | Titoli | Squadre                                               |
| --------------- | ------ | ----------------------------------------------------- |
| Belo Horizonte  | 102    | Atlético Mineiro (48), Cruzeiro (38), América-MG (16) |
| Nova Lima       | 5      | Villa Nova (5)                                        |
| Sabará          | 2      | Siderúrgica (2)                                       |
| Ipatinga        | 1      | Ipatinga (1)                                          |
| Poços de Caldas | 1      | Caldense (1)                                          |